# Sahib Shihab
Sahib Shihab, geboren als Edmund Gregory (Savannah (Georgia), 23 juni 1925 - Knoxville (Tennessee), 24 oktober 1989), was een Amerikaanse jazzmuzikant (saxofoon, fluit).

## Biografie
Shihab studeerde in 1941/1942 na privé-onderricht bij Elmer Snowden aan het conservatorium van Boston. Eerder had hij al in 1938/1939 gepeeld in de bands van Luther Henderson en Larry Noble. Van 1944 tot 1946 haalde Fletcher Henderson hem als altsaxofonist. Daarnaast trad hij op bij Roy Eldridge en Ray Perry. In 1946 ging hij over naar de islam en nam hij zijn nieuwe naam aan. Tussen 1946 en 1948 speelde hij bij Phil Edmund en Buddy Johnson.
Vervolgens werkte Shihab in New York bij Thelonious Monk, Tadd Dameron, Art Blakey en Dizzy Gillespie. Tussen 1952 en 1955 was hij lid van de band van Illinois Jacquet, waarmee hij ook op een Europese tournee ging. Tijdens deze periode wisselde hij naar de baritonsaxofoon en vond op deze een eigenzinnige speelwijze. Hij werkte met Dakota Staton, Oscar Peterson en weer met Gillespie. In 1956/57 nam hij op met een eigen sextet, maar ook met Phil Woods. In 1959/1960 ging hij met de Quincy Jones Big Band naar Europa, waar hij zich vestigde in Zweden en daarna in Denemarken. In 1966 stond hij, als dwarsfluitist, namens Zweden op het podium van het Eurovisie Songfestival waar het het duo Lill Lindfors & Svante Thuresson begeleidde. Ze werden 2e met het liedje "Nygammal vals (eller hip man svinaherde)".
Hij werkte als hoofdsolist met de Kenny Clarke/Francy Boland Big Band, The George Gruntz Concert Jazz Band en als gast in de orkesten van radiozenders. Hij nam deel aan projecten als Noon in Tunisia (1967) van George Gruntz en de Flute Summit met Jeremy Steig, James Moody en Chris Hinze. Hij nam ook platen op onder zijn eigen naam. In 1973 ging hij terug naar Noord-Amerika, keerde nog een keer terug naar Europa om te werken met Thad Jones en de Danish Radio Big Band. In 1984 ging hij definitief terug naar de Verenigde Staten om te onderwijzen aan de Rutgers University.
Shihab ontwikkelde in het bijzonder op de dwarsfluit met zijn overblaas-techniek een eigenwillige stijl en droeg, net zo als Frank Wess, beslissend bij aan de doorvoering van het instrument in de jazz.

## Overlijden
Sahib Shihab overleed in oktober 1989 op 64-jarige leeftijd.

## Discografie
- 1957: The Jazz We Heard Last Summer (Savoy Records) gedeeld album met Herbie Mann
- 1957: Jazz Sahib (Savoy Records), met Phil Woods, Benny Golson, [Bill Evans, Hank Jones, Paul Chambers, Oscar Pettiford, Art Taylor
- 1963: Sahib's Jazz Party (Debut Records) ook uitgebracht als Conversations
- 1964: Summer Dawn (Argo Records)
- 1965: Sahib Shihab and the Danish Radio Jazz Group (Oktav)
- 1968: Seeds (Vogue Schallplatten)
- 1964–70: Companionship (Vogue Schallplatten)
- 1972: Sentiments (Storyville Records)
- 1972: La Marche dans le Désert - Sahib Shihab + Gilson Unit (Futura Records)
- 1973: Flute Summit (Atlantic Records) met Jeremy Steig, James Moody en Chris Hinze
- 1988: Soul Mates (Uptown Records) met Charlie Rouse
- 1998: And All Those Cats (compilatie)